# Бонстоппел, Мауриц
Мауриц Бонстоппел (нидерл. Maurits Boonstoppel; 9 декабря 1920, Амстердам — 29 сентября 2002, Масслёйс) — нидерландский футболист, игравший на позиции нападающего и защитника, выступал за амстердамский «Аякс».

## Карьера
В 1938 году Мауриц Бонстоппел пришёл на обучение в лабораторию Батавской нефтяной компании в Амстердаме, где вскоре получил должность лаборанта. В течение семи лет он работал на кафедре химии, а в 1946 году стал административным помощником.
Помимо научной деятельности, Мауриц занимался спортом и выступал за легкоатлетическую команду «Аякса». В конце 1945 года он впервые сыграл за футбольную команду «красно-белых». Дебютировал 23 декабря в матче чемпионата Нидерландов против ЭДО, сыграв на позиции нападающего. В дебютном сезоне он забил 5 голов в 6 матчах. В последний раз в составе «Аякса» он выходил на поле 6 февраля 1949 года в матче чемпионата с «Харлемом», сыграв в защите вместо Яна Потхарста.
В 1951 году отправился работать в научный центр в Гааге, где его руководителями стали основатели компании «Shell Plastics Laboratorium Delft». Он был ответственным за выбор и приобретение разнообразной техники для обработки и использования всех видов полимеров. Является автором нескольких запатентованных методик и устройств.

## Личная жизнь
Мауриц родился в декабре 1920 года в Амстердаме. Отец — Адрианюс Бонстоппел, был родом из Схонховена, мать — Йилтье Велтхёйсен. В их семье был ещё младший сын по имени Даниел, родившийся в декабре 1924 года.
Женился в возрасте двадцати восьми лет — его супругой стала 24-летняя Ринскьен ван Лир. Их брак был зарегистрирован 16 июня 1949 года.
Умер 29 сентября 2002 года в городе Масслёйс в возрасте 81 года. Его супруга умерла в октябре 2015 года в возрасте 90 лет.